# Koppartorpstjärnen
Koppartorpstjärnen är en sjö i Munkfors kommun i Värmland och ingår i Göta älvs huvudavrinningsområde. Sjöns area är 0,005 kvadratkilometer och den är belägen 208 meter över havet.